# Liste des monuments historiques d'Amboise
Cette liste contient les objets immobiliers et mobiliers de la ville d’Amboise classés ou inscrits aux monuments historiques.
La commune dispose d’un secteur sauvegardé.

## Statistiques
Amboise compte 25 édifices comportant au moins une protection au titre des monuments historiques, soit 2,9 % des 856 monuments historiques du département d’Indre-et-Loire. Amboise est la 139e ville française comptant le plus de monuments historiques.

## Immobilier
| Monument                                  | Adresse                                                        | Coordonnées                      | Notice         | Protection     | Date           | Illustration                              |
| ----------------------------------------- | -------------------------------------------------------------- | -------------------------------- | -------------- | -------------- | -------------- | ----------------------------------------- |
| Château d'Amboise                         | Place du Château                                               | 47° 24′ 47″ nord, 0° 59′ 09″ est | « PA00097503 » | Classé         | 1840           | Château d'Amboise                         |
| Château-Gaillard                          | 29 allée du Pont-Moulin                                        | 47° 24′ 35″ nord, 0° 59′ 48″ est | « PA00097505 » | Inscrit        | 2023           | Château-Gaillard                          |
| Chapelle Saint-Jean                       | Allée de la Chapelle-Saint-Jean                                | 47° 25′ 18″ nord, 0° 59′ 39″ est | « PA00097502 » | Classé         | 1938           | Chapelle Saint-Jean                       |
| Château de Chanteloup                     | Saint-Denis-Hors Avenue des Grilles-Dorées Avenue Émile-Gounin | 47° 23′ 28″ nord, 0° 58′ 13″ est | « PA00097507 » | Inscrit Classé | 1937 1994 1996 | Château de Chanteloup                     |
| Cimetière des Ursulines                   | Le Clos du Bœuf Rue des Ursulines                              | 47° 24′ 21″ nord, 0° 58′ 55″ est | « PA00097506 » | Inscrit        | 1962           | Cimetière des Ursulines                   |
| Clos Lucé                                 | 2 rue du Clos-Lucé                                             | 47° 24′ 37″ nord, 0° 59′ 31″ est | « PA00097504 » | Classé         | 1862           | Clos Lucé                                 |
| Église Saint-Denis                        | Parvis Saint-Denis                                             | 47° 24′ 35″ nord, 0° 58′ 43″ est | « PA00097509 » | Classé         | 1968           | Église Saint-Denis                        |
| Église Notre-Dame-du-Bout-des-Ponts       | Quai de la Loire Route de Blois                                | 47° 25′ 05″ nord, 0° 58′ 56″ est | « PA00097508 » | Inscrit        | 1948           | Église Notre-Dame-du-Bout-des-Ponts       |
| Église Saint-Florentin                    | Espace Henri-d'Orléans                                         | 47° 24′ 47″ nord, 0° 59′ 00″ est | « PA00097510 » | Classé         | 1963           | Église Saint-Florentin                    |
| Éolienne Bollée de la Gabillère           | La Gabillère Route de Bléré                                    | 47° 23′ 44″ nord, 0° 58′ 38″ est | « PA00098304 » | Inscrit        | 1991           | Éolienne Bollée de la Gabillère           |
| Fanum des Châteliers                      | Les Chateliers                                                 | 47° 24′ 47″ nord, 0° 59′ 25″ est | « PA00097511 » | Inscrit        | 1987           | Fanum des Châteliers                      |
| Fontaine de Max Ernst                     | Quai du Mail                                                   | 47° 24′ 45″ nord, 0° 58′ 50″ est | « PA00097513 » | Inscrit        | 1987           | Fontaine de Max Ernst                     |
| Greniers de César                         | 36 quai Charles-Guinot                                         | 47° 24′ 53″ nord, 0° 59′ 19″ est | « PA00097523 » | Inscrit        | 1948           | Greniers de César                         |
| Hôtel                                     | 20 rue de la Concorde 24 quai Charles-Guinot                   | 47° 24′ 51″ nord, 0° 59′ 10″ est | « PA00097514 » | Inscrit        | 1949           | Image manquante Téléverser                |
| Hôtel                                     | Rue Rabelais Place du Commerce 16 place Richelieu              | 47° 24′ 37″ nord, 0° 59′ 09″ est | « PA00097515 » | Inscrit        | 1948           | Hôtel                                     |
| Hôtel Joyeuse                             | 6 rue Joyeuse                                                  | 47° 24′ 41″ nord, 0° 59′ 05″ est | « PA00097512 » | Inscrit        | 1941           | Hôtel Joyeuse                             |
| Musée Hôtel Morin (Ancien hôtel de ville) | 1 rue François Ier                                             | 47° 24′ 48″ nord, 0° 59′ 02″ est | « PA00097516 » | Classé         | 1880           | Musée Hôtel Morin (Ancien hôtel de ville) |
| Maison à pans de bois                     | 42 rue de la Concorde 17 quai Charles-Guinot                   | 47° 24′ 49″ nord, 0° 59′ 06″ est | « PA00097517 » | Inscrit        | 1948           | Maison à pans de bois                     |
| Maison à pans de bois                     | 2, 4 rue Joyeuse                                               | 47° 24′ 42″ nord, 0° 59′ 04″ est | « PA00097518 » | Inscrit        | 1949           | Maison à pans de bois                     |
| Maison à pans de bois                     | 52 rue Rabelais 1 rue Destouches                               | 47° 24′ 37″ nord, 0° 59′ 02″ est | « PA00097519 » | Inscrit        | 1948           | Maison à pans de bois                     |
| Oppidum des Châteliers                    | Les Chateliers                                                 | 47° 24′ 52″ nord, 0° 59′ 36″ est | « PA00097520 » | Inscrit        | 1985           | Oppidum des Châteliers                    |
| Prieuré Saint-Thomas                      | Route de Montrichard 47 avenue Léonard-de-Vinci                | 47° 24′ 38″ nord, 0° 59′ 13″ est | « PA00097521 » | Inscrit        | 1949           | Image manquante Téléverser                |
| Rempart gaulois des Châteliers            | Les Chateliers                                                 | 47° 24′ 45″ nord, 0° 59′ 53″ est | « PA00097522 » | Classé         | 1986           | Rempart gaulois des Châteliers            |
| Tour d'enceinte                           | Quai du Mail 5 quai du Général-de-Gaulle                       | 47° 24′ 45″ nord, 0° 58′ 58″ est | « PA00097525 » | Inscrit        | 1948           | Image manquante Téléverser                |
| Tour de l'Horloge                         | 14 rue Nationale Rue Mably                                     | 47° 24′ 45″ nord, 0° 59′ 02″ est | « PA00097524 » | Inscrit Classé | 1928 1933      | Tour de l'Horloge                         |

## Mobilier
Selon la base Palissy, il y a 25 MH à Amboise.
| Monument historique                                                                        | Localisation                     | Protection | Date de la protection | Référence            | Photo |
| ------------------------------------------------------------------------------------------ | -------------------------------- | ---------- | --------------------- | -------------------- | ----- |
| Cloche de l'horloge                                                                        | Beffroi (?)                      | classé     | 28 mars 1942          | Notice no PM37000021 |       |
| Sept pièces murales                                                                        | Hôtel de ville                   | classé     | 12 mars 1907          | Notice no PM37000024 |       |
| Statue du Christ en croix                                                                  | Hôtel de ville                   | classé     | 12 mars 1907          | Notice no PM37000023 |       |
| Statue de la Vierge à l'Enfant                                                             | Hôtel de ville                   | classé     | 21 mars 1904          | Notice no PM37000022 |       |
| Plaque commémorative d'un legs fait à l'Hôtel-Dieu par Daniel Forget                       | Maison de retraite Saint-Denis   | inscrit    | 30 mai 1990           | Notice no PM37001112 |       |
| Vaisselier                                                                                 | Maison de retraite le Grand Mail | inscrit    | 31 juillet 1985       | Notice no PM37001111 |       |
| Tableau de l’Annonciation                                                                  | Presbytère                       | inscrit    | 2 juillet 1973        | Notice no PM37001113 |       |
| Deux vases décoratifs                                                                      | Route de Tours                   | classé     | 3 septembre 1979      | Notice no PM37000026 |       |
| Tableau de la Déposition de croix                                                          | Église Saint-Denis               | classé     | 25 novembre 1979      | Notice no PM37000017 |       |
| Tableau de la Déploration du Christ (?), Mise au tombeau (?)                               | Église Saint-Denis               | classé     | 3 septembre 1979      | Notice no PM37000016 |       |
| Tableau du Paradis                                                                         | Église Saint-Denis               | classé     | 3 septembre 1979      | Notice no PM37000015 |       |
| Clôture de chœur                                                                           | Église Saint-Denis               | classé     | 15 mai 1968           | Notice no PM37000014 |       |
| Antependium                                                                                | Église Saint-Denis               | classé     | 21 mai 1948           | Notice no PM37000013 |       |
| Statue de Sainte Madeleine                                                                 | Église Saint-Denis               | classé     | 22 janvier 1943       | Notice no PM37000012 |       |
| Cloche dite Marie-Geneviève                                                                | Église Saint-Denis               | classé     | 6 février 1942        | Notice no PM37000011 |       |
| Tableau de Saint François-de-Paule reçu par le dauphin Charles VIII à Amboise, en 1483     | Église Saint-Denis               | classé     | 4 novembre 1908       | Notice no PM37000010 |       |
| Retable portant un groupe sculpté : La Sainte Famille, Le Père éternel adoré par des anges | Église Saint-Denis               | classé     | 4 novembre 1908       | Notice no PM37000009 |       |
| Statuette de Saint Michel                                                                  | Église Saint-Denis               | classé     | 12 mars 1907          | Notice no PM37000008 |       |
| Bas-relief de l’Ange de l'Annonciation                                                     | Église Saint-Denis               | classé     | 12 mars 1907          | Notice no PM37000007 |       |
| Statue dite la femme noyée                                                                 | Église Saint-Denis               | classé     | 29 février 1904       | Notice no PM37000006 |       |
| groupe sculpté de l’Ensevelissement du Christ                                              | Église Saint-Denis               | classé     | 8 juin 1892           | Notice no PM37000005 |       |
| Tableau du Retour de l'enfant prodigue                                                     | Église Saint-Denis               | classé     | 30 mai 1990           | Notice no PM37001110 |       |
| Plaque funéraire de Michel Duquenois                                                       | Église Saint-Florentin           | classé     | 27 mars 1953          | Notice no PM37000020 |       |
| Cloche dite Louis-Honorine                                                                 | Église Saint-Florentin           | classé     | 6 février 1942        | Notice no PM37000019 |       |
| Bénitier                                                                                   | Église Saint-Florentin           | classé     | 12 mars 1907          | Notice no PM37000018 |       |